# Douy-la-Ramée
 Douy-la-Ramée  es una población y comuna francesa, en la región de Isla de Francia, departamento de Sena y Marne, en el distrito de Meaux y cantón de Lizy-sur-Ourcq.

## Demografía
| 207 | 136 | 164 | 182 | 210 | 234 |
| Para los censos de 1962 a 1999 la población legal corresponde a la población sin duplicidades (Fuente: INSEE [Consultar]) |     |     |     |     |     |